# 二ツ矢昌夫
二ツ矢 昌夫（ふたつや まさお、1945年 - ）は、弘前大学数理システム科学科、数理システム最適化講座・助教授。統計学が専門となる。特に、システム信頼性、寿命解析、標本調査、多変量解析が主である。

## 職歴
- 1968年　弘前大学文理学部理学科卒業。
- 1968年　弘前大学理学部助手
- 1988年　弘前大学理学部講師
- 1990年　弘前大学理学部助教授
- 1997年　弘前大学理工学部助教授。大阪大学にて、理学博士号取得。論文名は「Applications of Order Statistics to Estimation Problems(推定問題における順序統計量の応用) 」[1]。